# 短尾紫灰蝶
短尾紫灰蝶（学名：Arhopala rama），又名拉瑪小灰蝶、拉瑪紫小灰蝶，为灰蝶科嬈灰蝶屬下的一个种。

## 描述
中型灰蝶，雄蝶翅背為深紫藍色；雌蝶紫藍色範圍較小，沿翅緣圍繞褐色邊。翅腹面褐色，散布不明顯的深褐波狀紋，後翅具短小尾突。

## 分佈
這種蝴蝶分佈於印度喜馬拉雅地區，從克什米爾到錫金，以及從曼尼普爾到達瓦納斯一帶。
台灣常出現於低中海拔地區。

## 棲地
本種常見於低中海拔的原始闊葉林，成蝶活動於森林中、下層葉面，飛行緩慢且距離短，幼蟲以殼斗科植物為食。